# Viola humilis
Viola humilis är en violväxtart som beskrevs av Carl Sigismund Kunth. Viola humilis ingår i släktet violer, och familjen violväxter. Inga underarter finns listade i Catalogue of Life.